# University College w Oksfordzie
University College w Oksfordzie, Kolegium Uniwersyteckie w Oksfordzie (pełna nazwa: The Master and Fellows of the College of the Great Hall of the University of Oxford) – najstarsze kolegium Uniwersytetu Oksfordzkiego, założone w 1249 roku. 
Do XVI wieku uczelnia była przeznaczony jedynie dla studentów teologii, później zaczęła przyjmować również studentów innych kierunków. W 1979 stała się kolegium koedukacyjnym.